# David Fray
David Fray (24 de mayo de 1981) es un pianista clásico francés. Votado "Promesa del Año 2008" por la Revista de Música de la BBC, ha obtenido atención para su interpretación musical así como por sus excentricidades en los ensayos y actuaciones, como fue destacado en el documental de 2008 de ARTE titulado, Swing, Sing and Thing.

## Biografía
David Fray nació en Tarbes, cerca de los Pirineos. Sus padres son profesores, de filosofía su padre y su madre de alemán.
Se dio a conocer en el mundo de música clásica después de recibir el Segundo Premio en el Concurso Musical Internacional de Montreal en 2004. Después publica el CD "Schubert, Liszt", una recopilación de obras de los dos compositores, en el sello ATMA Classique. Más recientemente ha hecho registros de vídeo de los conciertos de piano de J.S. Bach con la Deutsche Kammerphilharmonie Bremen, así como de la Fantasía Wanderer de Schubert durante el Festival de La Roque-d'Anthéron. En 2008 publica un segundo CD, "Bach / Boulez, Recital de Piano", el cual es otra recopilación de dos compositores de periodos musicales separados. Ha actuado con muchos directores conocidos como John Axelrod, Kurt Masur, Jaap van Zweden y Christoph Eschenbach.
Ha ganado diversos premios, incluyendo el "Révélation Classique"  de ADAMI, el "Jeune Soliste de l'Année" de la Radio Pública Francesa y el Diploma para el Mérito Excepcional del Concurso Hamamatsu.

## Vida personal
En julio de 2008 Fray se casó con la actriz Chiara Muti (hija de director Riccardo Muti), con quien tiene una hija.

## Estilo interpretativo
Su amor por Bach y su manera de tocar, retratados en el documental de ARTE, en que él arquea sus cejas, se dobla sobre el piano, tararea junto con la orquesta, y hace chistes con sus músicos amigos, ha causado que sea comparado con el pianista Glenn Gould. Aun así, su estilo es radicalmente diferente de Gould. Fray es fluido donde Gould era de claridad articular. Fray ha dicho que "no es un seguidor de Glenn Gould" y que el pianista Wilhelm Kempff es para él una influencia especialmente importante: "Lo que me encanta de su manera de tocar es que hace al piano cantar y hablar. Ese es mi objetivo definitivo .”

## Grabaciones
- Schubert: Fantasia in C Major/Lieder Transcriptions/Sonata / David Fray (Atma 2006)
- Bach: Partita in D major; French Suite BWV 812 in B minor / Boulez: Douze Notations pour piano; "Incises" / David Fray (Virgin Classics 2007)
- Bach: Keyboard Concertos BWV 1052, 1055, 1056 & 1058 / David Fray, Die Deutsche Kammerphilharmonie Bremen (Virgin Classics 2008)
- Swing, Sing & Think. David Fray Records J.S. Bach / Un film de Bruno Monsaingeon (Virgin Classics DVD 2008)
- Schubert: Impromptus Op.90, Moments Musicaux, Allegretto in C minor / David Fray (Virgin Classics 2009)
- Mozart: Piano Concertos 22 & 25 / David Fray, Philharmonia Orchestra, Jaap van Zweden (Virgin Classics 2010)
- David Fray Records Mozart - Piano Concertos Nos.22 & 25 / A film by Bruno Monsaingeon (Virgin Classics DVD 2011)
- Bach: Partitas Nos.2 & 6, Toccata BWV 911 / David Fray (Virgin Classics 2013)
- Schubert: Sonata in G D894 ‘Fantasie’, Hungarian Melody D817, Fantasia in F minor D940, Allegro in A minor D947, ‘Lebensstürme’ (‘Storms of Life’)/ David Fray, duetos con Jacques Rouvier (Virgin Classics 2015)